# エアラブルン
エアラブルンまたはエルラブルン (ドイツ語: Erlabrunn) はドイツ連邦共和国バイエルン州ウンターフランケン地方のヴュルツブルク郡の町村（以下、本項では便宜上「町」と記述する）で、マルゲーツヘーヒハイム行政共同体を構成する自治体の一つである。エアラブルンはワイン町として有名であり、その他にも立派な果樹園がある。また、夏には大きな人気を誇る大規模な水浴池がある。

## 地理
エアラブルンは州道2300号線沿いにヴュルツブルクから約10km北に位置する。この町の町域はフォルケンベルクの東麓からマイン川の間に広がる。隣接する市町村は、南にマルゲーツヘーヒハイムとファイツヘーヒハイム、西にライナッハ、北にツェリンゲンおよびテュンガースハイムである。
エアラブルンは、エアラブルン地区単独で構成される。この町はマルゲーツヘーヒハイムに本部を置くマルゲーツヘーヒハイム行政共同体を構成する自治体の一つである。
エアラブルンには2つの入り口がある。マルゲーツヘーヒハイムからの南の入り口と、ツェリンゲンからの北の入り口である。徒歩であれば水門を通ってマイン川東岸の町に行くこともできる。

### 自治体の構成
この町は、公式にはエアラブルン集落単独で構成される。

## 歴史
12世紀には、現在の町の北外れにあるフォルケンベルクにファルケンブルク城があった（フォルケンベルク (Volkenberg) は当時ファルケンブルク (Falkenberg) という名であった）。ファルケンベルクの住人はラーフェンスブルクの封臣たちであった。ヴュルツブルク司教コンラート・フォン・クヴァルフルト殺害 (1202年) に対する制裁として、この城は取り壊された。現在その遺跡にはわずかな石材が遺るだけである。
この町の最初の記録は、1209年で、現在のエアブルンの町域はリーネック伯の所領に含まれていた。この伯家はヴュルツブルク司教に借金をし、その担保にこの地域を差し出した。エアラブルンは1803年にまずバイエルン大公領に世俗化された。その後プレスブルクの和約（1805年）に基づきトスカーナ大公フェルディナンド3世が創設したヴュルツブルク大公国に移されたが、1814年に最終的にバイエルン王国領となった。バイエルンの行政改革に伴う1818年の市町村令により、現在の自治体が成立した。
カトリックの聖アンドレアス教会は1381年に組織された。1591年には独立した司祭区となった。それ以前はヘットシュタット司祭区に含まれていた。教会堂は倒壊の危険から1655年に取り壊され、翌1656年から新たに建設された。この教会堂は1657年9月16日に献堂された。教会内部は1999年に一部改修された。
「古きを遺して、新しきを創る」というモットーの下、1991年から町の改造が推進された。これにより古い町並みを通る道路やそれに接する小さな通りが拡張された。
増大する住宅需要に応えて、2005年、町の北部に大規模な新興住宅地「アム・エアラブルン／ゴルトビューライン」が造成された。この大規模開発の開始にあたっては法的・経済的援助が多方面からなされた。開発コストは230万ユーロであった。

### 人口推移
エアラブルンは1875年には 779人であった。19世紀の終わりに向けて人口は減少して行き、1900年には 652人になっていた。その後の時代、町は再び人口増加に向かった。1925年の人口は 701人であった。町の人口は、1970年 997人、1987年 1,320人、2000年 1,574人であった。

## 行政

### 議会と首長
この町の議会は12議席からなる。
歴代の町長を以下に列記する。
- 1948年 - 1960年: オイゲン・ブラース
- 1960年 - 1984年: オスカー・エッカート
- 1984年 - 1990年: ハンス・ムート
- 1990年 - 2002年: フリードリヒ・ペーターマン
- 2002年 - 2014年: ギュンター・ムート
- 2014年 - : トーマス・ベンケルト

### 紋章
赤と金の横縞地の上に緑のブドウの房。エアラブルンは1957年にこの紋章の提案を受けた。それ以前の町の印章や紋章には教会の守護聖人である聖アンドレアスが描かれていた。この徴は1800年頃まで使われていたが、世俗化後は使われなくなり、忘れ去られたが、2003年に再発見された。

### 姉妹都市
- Quettehou（フランス、マンシュ県）1985年4月7日[8]

## 文化と見所

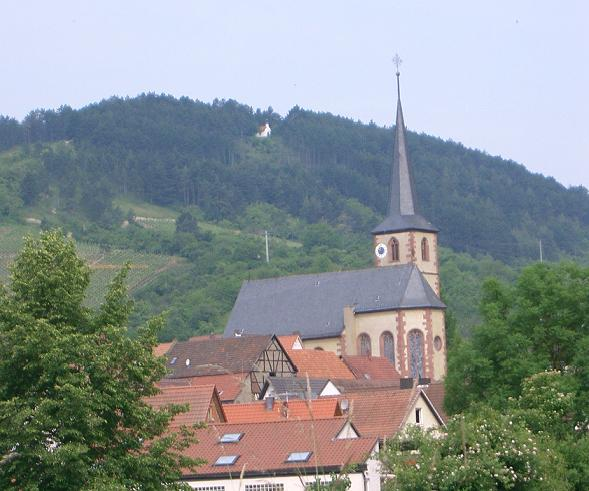
エアラブルンの教会。背後の山の中腹に礼拝堂が見える。

この町は遊歩道網に面している。特にワイン山やドイツ最大のオウシュウクロマツの森を通る遊歩道は特筆に値する。
この町やマイン川の渓谷を一望できるフォルケンベルクには、1876年に創設されたマリアの救いの巡礼礼拝堂がある。そのすぐ近くには城趾の「ファルケンシュタイン」がある。
町の南外れは、2つの湖がある広さ19 haの近郊保養地となっている。ワイン栽培業者は自家製ワインを飲ませるワイン酒場を営業している。ゾンマーナハトフェスト（夏の夜祭り）、シュトラーセンヴァインフェスト（地場製ワイン祭）、ベルクフェスト（山祭）が毎年町のサークルによって運営されている。
1995年から2005年までエアラブルン文化ビューネでは野外演劇『ゲブロヒェーネ・シュヴィンゲン』（折れた翼）が上演されていた。この芝居はファルケンベルク城やラーフェンスブルク城、ヴュルツブルク司教コンラート・フォン・クヴェルフルト殺害といった歴史が題材となっている。

## 経済と社会資本

### 交通
この町を、北のツェリンゲン方面から南のマルゲーツヘーヒハイム方面へ結んで貫く唯一の街道が州道2300号線である。この町を貫く道路は手狭であるため1987年にバイパス道路が開通した。マイン川を渡るには、歩行者専用のエアラブルン水門を通らなければならない。川縁の町でありながらエアラブルンには船舶のための施設がない。ただし水門の南の岸壁に繋留することは可能である。エアラブルンにはかつて駅があったが、その場所が川の向こう岸であったことから町との交通の便が悪かったため、利用者が少なく、廃止された。

### 教育
1958年に創立された基礎課程学校は、1969年以降、ライナッハやツェルの基礎課程学校とともにマルゲーツヘーヒハイム学校連盟の分校となった。スペースが十分でないため、2年に1クラスしか設けられない。合間の年の児童はマルゲーツヘーヒハイムの学校へ行かなければならない。上級の学校はこの町にはなく、本課程学校はマルゲーツヘーヒハイムに、ギムナジウム、実科学校、職業実科学校、大学はヴュルツブルクにある。

## 引用
1. ↑  https://www.statistikdaten.bayern.de/genesis/online?operation=result&code=12411-003r&leerzeilen=false&language=de Genesis-Online-Datenbank des Bayerischen Landesamtes für Statistik Tabelle 12411-003r Fortschreibung des Bevölkerungsstandes: Gemeinden, Stichtag (Einwohnerzahlen auf Grundlage des Zensus 2011)
2. ↑  Bayerische Landesbibliothek Online
3. ↑  Karl Lott, Dr. Friedrich Petermann, Erlabrunn - Lebensart im Einklang mit der Natur 1994, S.6
4. 1 2  SPD町事務所のホームページの記述
5. ↑   エアラブルンの町の広報誌 2008年2月15日版 第17面
6. ↑  Karl Lott, Dr. Friedrich Petermann, Erlabrunn - Lebensart im Einklang mit der Natur 1994, S.9
7. ↑  エアラブルンの町の広報誌 2008年9月15日版
8. ↑  https://archive.is/20120712201341/quettehou.erlabrunn.free.fr/HistoriqueJumelage.htm
9. ↑  http://www.gebrochene-schwingen.de/index2.htm